# Manuela Arcuri
Manuela Arcuri (n. 8 ianuarie 1977, Anagni, Lazio, Italia) este un fotomodel și o actriță italiană.